# Ostrowiec Świętokrzyski
Ostrowiec Świętokrzyski je město v Polsku, z hlediska rozlohy i počtu obyvatel druhé největší město Svatokřížského vojvodství, sídlo stejnojmenného okresu. Leží na říčce Kamienna, asi 150 km jižně od Varšavy. Od počátku 19. stol. bylo střediskem hutnictví, ocelářství (sídlí zde významný metalurgický podnik Huta Ostrowiec) a textilního průmyslu. V roce 2024 zde žilo 59 247 obyvatel.

## Historie
Oblast je trvale osídlena od neolitu, první historické zmínky o vesnicích Ostrow a Częstocice, jež jsou nyní součástí města, pocházejí z roku 1369 a 1374. Obec Ostrow ležela na pravém břehu řeky Kamenné (Kamiennej) a patřila rodině Rawitów. Koncem 16. století ji získal Jacob Gawronski z rodu Rawa, který začal stavět i na levém břehu. Oficiálním datem založení města je rok 1597. Na přelomu šestnáctého a sedmnáctého století se další významnou postavou rozvoje města stal Janusz Ostrogski, který postavil na místě staré kaple nový farní kostel.
Po roce 1808 město získal Jerzy Dobrzański, zřejmě zakladatel prvních železáren v obci Kuźnia, která je dnes součástí města. Železárny vznikly v roce 1813. Dobrzański rovněž našel v blízkosti města uhelná ložiska. Henry Łubieński, další majitel města, postavil huť s názvem Klimkiewiczówie (stavitelem byl Antoni Klimkiewicz).
V druhé polovině 19. století vzniklo průmyslové území, někdy nazývané Basin Staropolskie. Roku 1863 město zasáhlo protiruské povstání (tato část Polska byla tehdy součástí Ruské říše). Po povstání dal car větší svobodu rolníkům, kteří začali přicházet do měst a i Ostrowiec Świętokrzyski rychle začal získávat městský charakter. Brzy na to začala huť Klimkiewiczowie výrazně prosperovat.
Dalším vlastníkem hutí byl Zygmunt Wielopolski. Založil akciovou společnost Wielkich Pieców i Zakładów Ostrowieckich. Začaly se objevovat i nové továrny, mj. na výrobu žáruvzdorných materiálů. V té době také srostl starý Ostrowiec a Klimkiewiczówie do jednoho města. V letech 1884-1885 byla do města přivedena železnice.
Na přelomu 19. a 20. století století byla Ostrowiecká ocelárna druhá největší v polském království. S tím šel ruku v ruce rozvoj města. V roce 1827 měl Ostrowiec 270 domů a 1 768 obyvatel. V roce 1886 již 311 domů a 5500 obyvatel. V roce 1910 zde žilo již téměř 14 tisíc obyvatel, z toho 58,4% tvořili Židé.
Na přelomu let 1905 a 1906, v rámci revolučního pohybu v Rusku, vznikla nakrátko v oblasti Ostrowiece a okolních průmyslových sídel tzv. ostrowiecká republika, vedená Ignacy Boernerem a Polskou socialistickou stranou (Polska Partia Socjalistyczna).
Za první světové války roku 1915 byla těžce poničena továrna Wielkich Pieców i Zakładów Ostrowieckich, což v oblasti způsobilo ekonomickou krizi. Naopak po válce došlo k masivnímu rozvoji. V roce 1924 byly rozšířeny hranice města. Došlo též k výstavbě řady veřejných budov. Hlavní továrna rozšířila výrobu o železniční vozy, lité trubky a ocelové konstrukce. Roku 1939 se začala stavět vodovodní síť. V tomto roce měl Ostrowiec již 30 000 obyvatel.
Tento rozvoj však zastavila druhá světová válka. Němečtí okupanti zavraždili asi 11 tisíc ostrowieckých Židů. Během okupace byly ve městě také tábory pro válečné zajatce a pracovní tábor pro Židy. Ve městě působily též četné odbojové skupiny, což vedlo k represím a častým veřejným popravám. Ostrowiec byl osvobozen Rudou armádou 16. ledna 1945.
V roce 1954 bylo k městu připojeno několik předměstských osad, včetně obce Denków, známého centra hrnčířství, a obce Częstocice. Za socialismu ovšem tvář města nejvíce ovlivnilo rozhodnutí vybudovat v Ostrowieci nový ocelářský zpracovatelský závod. To vedlo k růstu města, s jeho pozitivními i negativními důsledky.
Ještě do devadesátých let dvacátého století bylo město silně spojeno s ocelářským průmyslem. To se pomalu mění, přestože ocelárny dále fungují, zakoupila je španělská společnost Celsa. Ovšem hospodářství města se již více opírá o zpracovatelský průmysl.

## Doprava
Ostrowiec leží na silnici DK 9 z Radomi na jih do Řešova a na železniční, částečně elektrifikované, ale nepříliš frekventované trati č. 25 Łódź–Dębica. Nejbližší mezinárodní letiště je v Krakově.

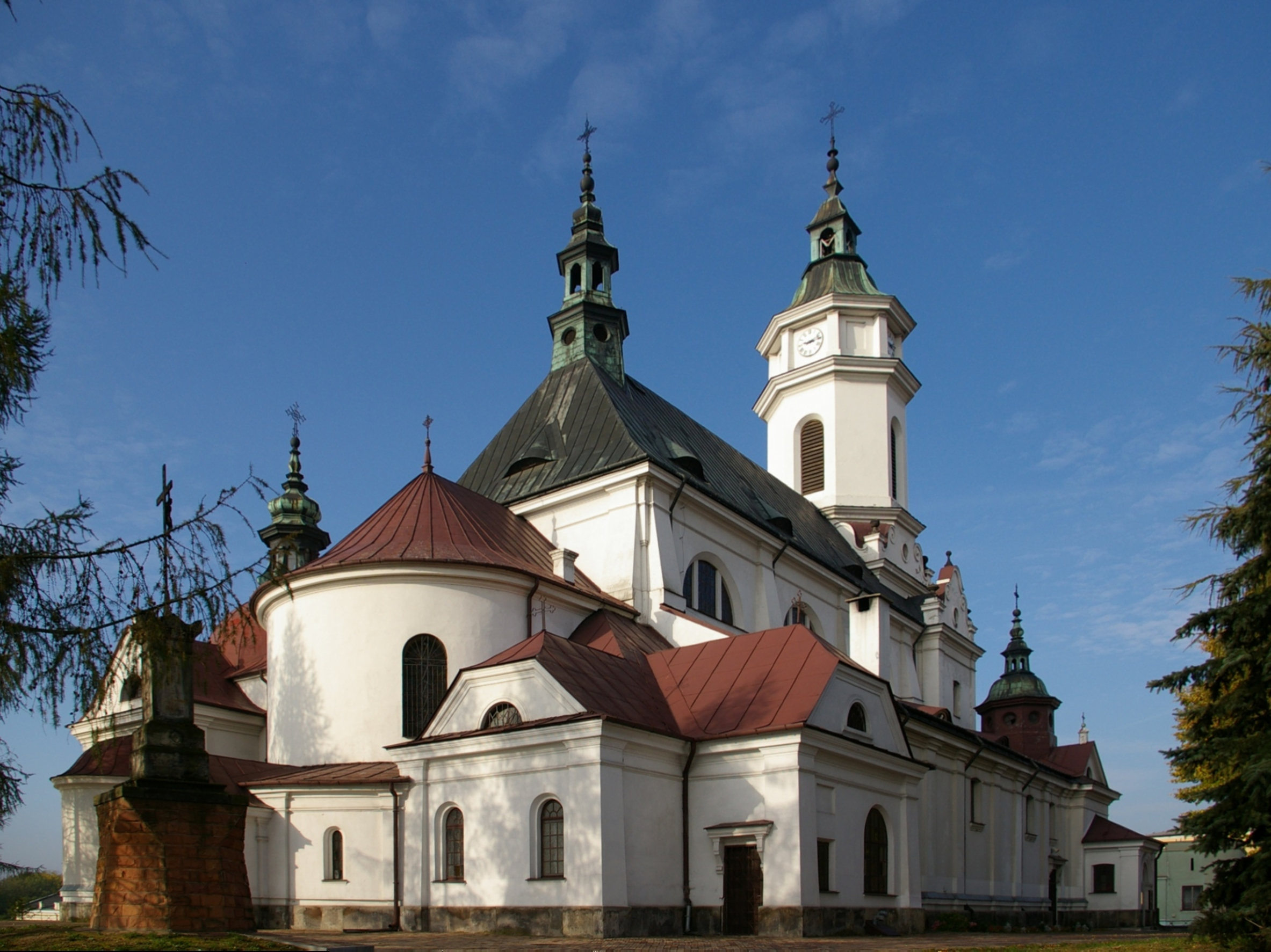
Chrám sv. Michaela Archanděla

## Kultura
K největším kulturním akcím patří Mezinárodní podzimní salon umění (Międzynarodowy Jesienny Salon Sztuki) a bluesově-rockový festival Wielki Ogień, věnovaný památce Miry Kubasińské.

## Slavní rodáci a obyvatelé
- Henryk Bohdan Samsonowicz (1930–2021) – historik
- Antoni Heda (1916–2008) – generál, partyzán
- Henryk Mikołaj Górecki (1933–2010) – skladatel
- Zbigniew Pacelt (1951–2021) – plavec, olympionik
- Przemysław Gosiewski (1964–2010) – politik, spoluzakladatel strany PiS
- Leon Szpilman (1913–2012 – kanadsko-polský klavírista
- Jacques Brunhes – starosta francouzské obce Gennevillers
- George Perrin – iniciátor vzájemného partnerství mezi Ostrowcem a francouzským Gennevillers z roku 1961